# Grand Prix d'été de combiné nordique 1995
Navigation
1996
L'édition 1995 du Grand Prix d'été de combiné nordique s'est déroulée du 29 août au 10 octobre 1995, en quatre épreuves disputées sur quatre sites différents.
Les épreuves ont commencé en Allemagne, à Steinbach-Hallenberg (Thuringe), se sont poursuivies en République tchèque, à Lomnice nad Popelkou (Région de Liberec), se sont poursuivies en Allemagne, à Breitenberg (Bavière), avant que de s'achever dans la même région, à Berchtesgaden.
| \| Steinbach-Hallenberg Lomnice Breitenberg Berchtesgaden \| Les quatre sites de compétition |
| Steinbach-Hallenberg Lomnice Breitenberg Berchtesgaden                                       |

## Palmarès
| Rang | Athlète           |
| ---- | ----------------- |
| 1.   | Trond Einar Elden |
| 2.   | Knut Tore Apeland |
| 3.   | Enrico Heisig     |
| 4.   | Klaus Ofner       |
| 5.   | Sven Koch (de)    |
| 6.   | Jari Mantila      |

## Calendrier
| Date                                | Type d'épreuve       | Nombre de partants | Nombre de nations représentées | Vainqueur                             | Deuxième | Troisième |
| 1. Steinbach-Hallenberg             |                      |                    |                                |                                       |          |           |
| 30 août 1995                        | Épreuve individuelle | 47                 | 14                             | Enrico Heisig                         |          |           |
| 2. Lomnice nad Popelkou             |                      |                    |                                |                                       |          |           |
| 2 septembre 1995 & 3 septembre 1995 | Épreuve individuelle | 38                 | 10                             | Trond Einar Elden                     |          |           |
| 3. Breitenberg                      |                      |                    |                                |                                       |          |           |
| 6 septembre 1995                    | Épreuve individuelle | 78                 | 16                             | Trond Einar Elden                     |          |           |
| 4. Berchtesgaden                    |                      |                    |                                |                                       |          |           |
| 9 septembre 1995                    | Épreuve par équipes  | 30 équipes         | 14                             | Norvège- Trond Einar Elden - Lundberg |          |           |